# Большое Горькое (озеро, Казахстан)
Большое Горькое (каз. Большое Горькое) — озеро в Узункольском районе Костанайской области Казахстана. Находится в 14 км к северо-востоку от села Пресногорьковка и в 2 км к западу от села Красный Борок.
По данным топографической съёмки 1959 года, площадь поверхности озера составляет 2,37 км². Наибольшая длина озера — 3,6 км, наибольшая ширина — 1 км. Длина береговой линии составляет 8,8 км, развитие береговой линии — 1,6. Озеро расположено на высоте 148,6 м над уровнем моря.